# عفاف زريق
عفاف زريق (مواليد 1948) فنانة وشاعرة لبنانية متعددة الوسائط تعيش وتعمل في بيروت، لبنان.

## سيرة شخصية
ولدت عفاف زريق في بيروت، وتخرجت من الجامعة الأمريكية في بيروت عام 1970 بدرجة البكالوريوس في الفنون الجميلة بامتياز، وحصلت على ماجستير في الفن الإسلامي من جامعة هارفارد عام 1972. درّست في لبنان في كلية بيروت الجامعية (الجامعة اللبنانية الأمريكية حاليًا) والجامعة الأمريكية في بيروت، وكذلك في برامج التعليم المستمر لكلية كوركوران للفنون والتصميم وجامعة جورج تاون في واشنطن العاصمة.
تجسد عفاف قيمها العميقة بشكل أفضل في بيانها في أحدث معارضها، عندما كتبت:
"حياتي في الفن هي عودة دائمة إلى ما يتردد في داخلي وما يدفعني إلى فتح بوابات إلى حدائق غير معروفة: للزراعة وإزالة الأعشاب الضارة وتقليم وزراعة كل من الحواس والأفكار في كل متماسك وعضوي ومعقد. عندما أمضي قدمًا، أعود دائمًا إلى ما يكمن وراء تجربتي المباشرة: عمود الضوء. ذكرى القرب. إحساس الأرض وأنا أنزل سلم قديم. الريح. ركوب موجة. قول شيء "صحيح". المشاركة، تشكيل الكل.
أرى فني كحديقة بلا سور. في الماضي كنت أقوم ببناء الأسوار التي كانت تقيد عودتي وبحثي في الزمان والمكان. أشعر اليوم أن حديقتي تنفتح، وأصبحت بلا حدود وحرة، وقد سقيناها من خلال رحلات لا نهاية لها من المنفى والشركة؛ من الحب والانفصال. من الحليب ودمج المرايا.
أتمنى فقط أن تكون حديقتي عميقة بما يكفي وواسعة بما يكفي لاحتوائك. لأننا مرآة بعضنا البعض. ولادتنا تنشأ من انعكاسنا المشترك. أملي أن تشكل هذه الانعكاسات الجذور لمزيد من النمو والمزيد من الحب. بالرغم من كل شيء."

## كتب
حتى الآن، ألفت عفاف زريق ستة كتب:
1. والدي. تأملات، نشرته دار الرمال عام 2010، هو مقال في الصورة يحكي قصة شخصية للغاية. ومع ذلك، في نطاقه، ينتقل المقال إلى ما هو أبعد من الخاص لاستكشاف فهم لعلاقة معقدة للغاية بين الابنة ووالدها. كان الأب قسطنطين زريق مؤرخًا وقوة رائدة في الفكر العربي المعاصر. الابنة عفاف فنانة. بالاعتماد على هذه العلاقة الأساسية والتكوينية، تفحص عفاف بصريًا، من خلال صور الضوء والظل، الجذور العميقة للترابط بالإضافة إلى مفهوم الوقت كما يتكشف للمؤرخ والفنان.
2. لوفسونغ، الذي نشرته دار الرمال في عام 2011، عبارة عن مجموعة من القصائد واللوحات التي تتكشف بشكل إيقاعي لتردد صدى الحب وهو يتقدم إلى الأمام والخلف في الزمن.
3. قصائد مرسومة، نشرت عام 2012، مجموعة رسومات مطبوعة ومجلدة في طبعة من 500 نسخة.
4. رحلة العودة، دراسة نُشرت في عام 2019، توثق رحلات عفاف الإبداعية على مدى العقود العديدة الماضية؛ الرحلات التي تجتاز مجموعة واسعة من الوسائط والموضوعات، يتحد جميعها بتعبير مشترك في تصور ما تسميه عفاف، "صوت الصمت المدوي". مجموعة من أصوات الزملاء والطلاب والأصدقاء الذين يتأملون فن عفاف، يمثل المنشور شهادة على قوة الفن الذي يتحدث من أعماق النفوس. أُنتجت دراسة رحلات العودة جنبًا إلى جنب مع معرضها الاستعادي الذي يحمل اسمًا، والذي أقيم في غاليري صالح بركات في عام 2019.
5. يمثل كتاب Drawn By Light، الذي نشرته الجامعة الأمريكية في بيروت عام 2019، حوارًا بين الصورة والكلمة، وبين التجربة والفكر. في هذا التسلسل المكون من عشرين زوجًا من الصور والنصوص التي تمتد لأربعين عامًا من النمو الشخصي للفنان، يقدم للقراء نظرة نادرة لطبيعة التعبير. يكشف الاختيار البديهي للمقاطع وطريقة تدفقها عن جوانب فريدة من العملية الإبداعية. يدعو الكتاب القراء في رحلة تهدف إلى فهم الفن من خلال التحول التحولي الذي يأتي من الجمع بين الخبرة والفكر، والنظر في الداخل مع الملاحظة من الخارج أيضًا.
6. ما وراء الفن: مطبوعة ومجلدة في لبنان، تجمع بيوند آرت القصائد واللوحات التي رسمتها الفنانة عفاف زريق أثناء منع انتشار فيروس كورونا المستجد. يكشف الكتاب عن طبيعة الاستبطان العميق للحجر الصحي واكتشاف الذات في عزلة. Beyond Art هي صلاة تدعو القارئ إلى سرد عاطفي غير خطي يجسد مشاعر اللحظة. في عالم يعيد ترتيب نفسه باستمرار، تستمر الصداقة والحب لتمهيد الطريق لمستقبل أكثر تفاؤلاً.